# Станислав Маламов
Станислав Маламов (роден на 21 септември 1989 г.) е български футболист, полузащитник.

## Кариера
Родeн е на 21 септември 1989 г. в град Стамболийски. Маламов започва футболната си кариера на седем годишна възраст в местния клуб Тракия (Стамболийски). През 2002 г. преминава в прочутата школа на Марица (Пловдив). През лятото на 2008 г. е включен в първия отбор на Марица.
На 12 декември 2011 г., Маламов се присъединява към Локомотив (Пловдив) със старши треньор Емил Велев. Своя дебют в А група прави на 10 март 2012 г. при победата с 2 – 0 над Черноморец (Бургас)
През 2015 г. подписва с ЦСКА (София). На 24 май 2016 г. Маламов, вкарва единствения и победен гол над Монтана за Купа на България.

## Отличия
- Купа на България – 1 път носител (2016) с ЦСКА (София)
- Шампион на Югозападна В група с ЦСКА (София) през 2015/2016 г.